# Phylliroidae
Famille
Les Phylliroidae forment une famille de mollusques de l'ordre des nudibranches.

## Liste des genres
Selon World Register of Marine Species, prenant pour base la taxinomie de Bouchet & Rocroi (2005), on compte deux genres :
- Cephalopyge Hanel, 1905
- Phylliroe Péron & Lesueur, 1810